# Примусова праця угорців у СРСР

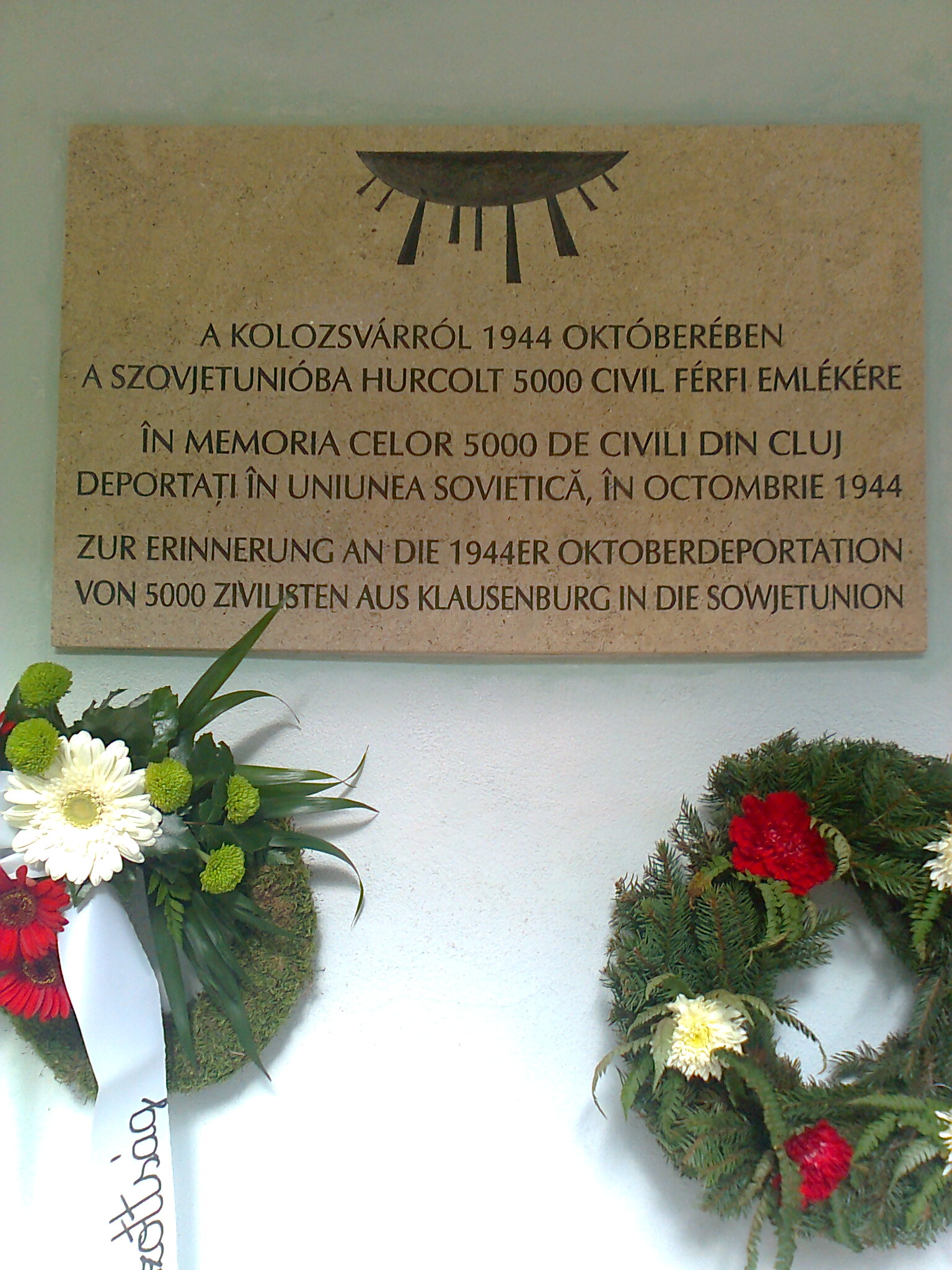
Меморіальна дошка пам'ять про депортацію

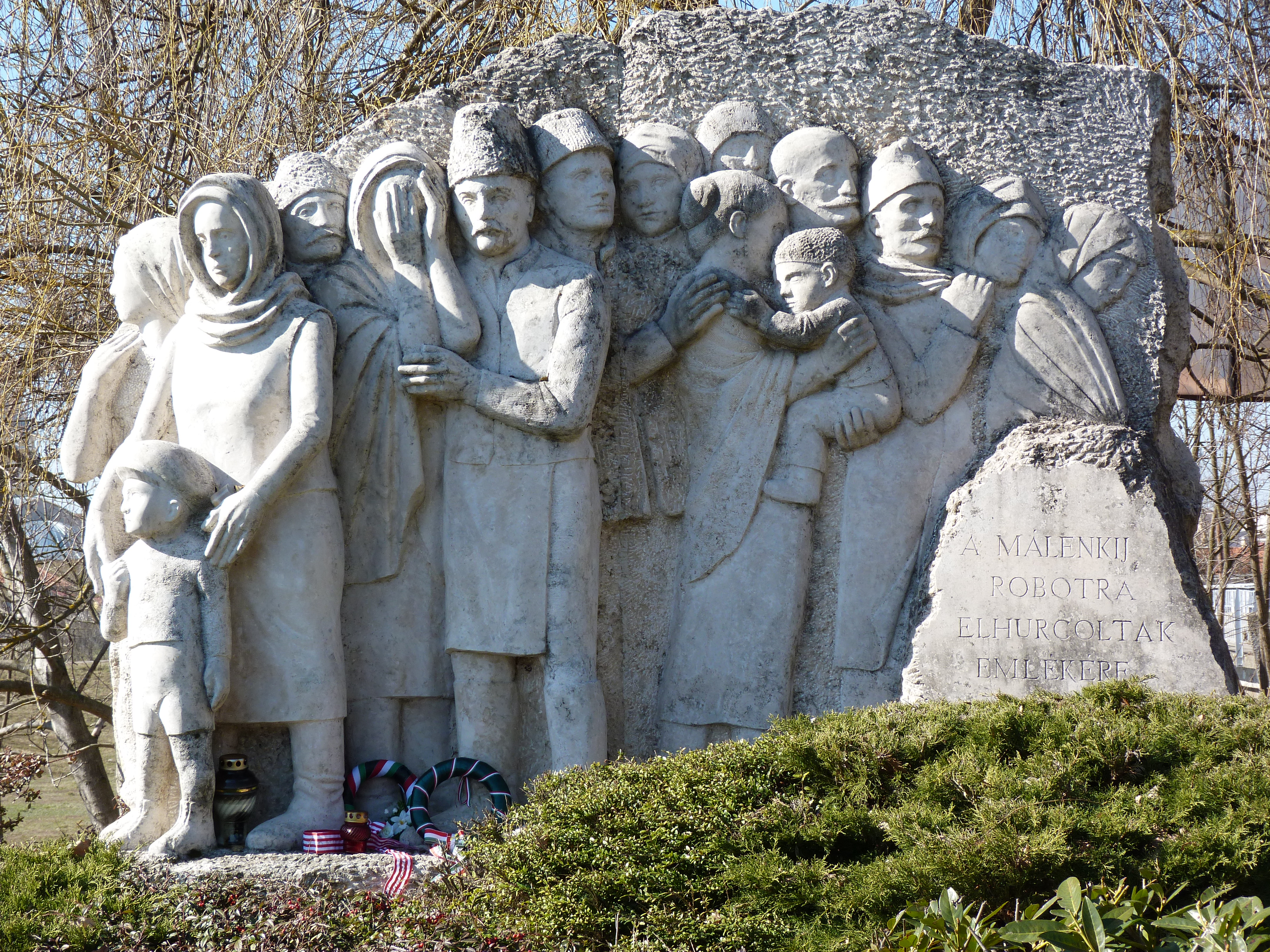
Меморіал депортованим в місті Вашарошнамень

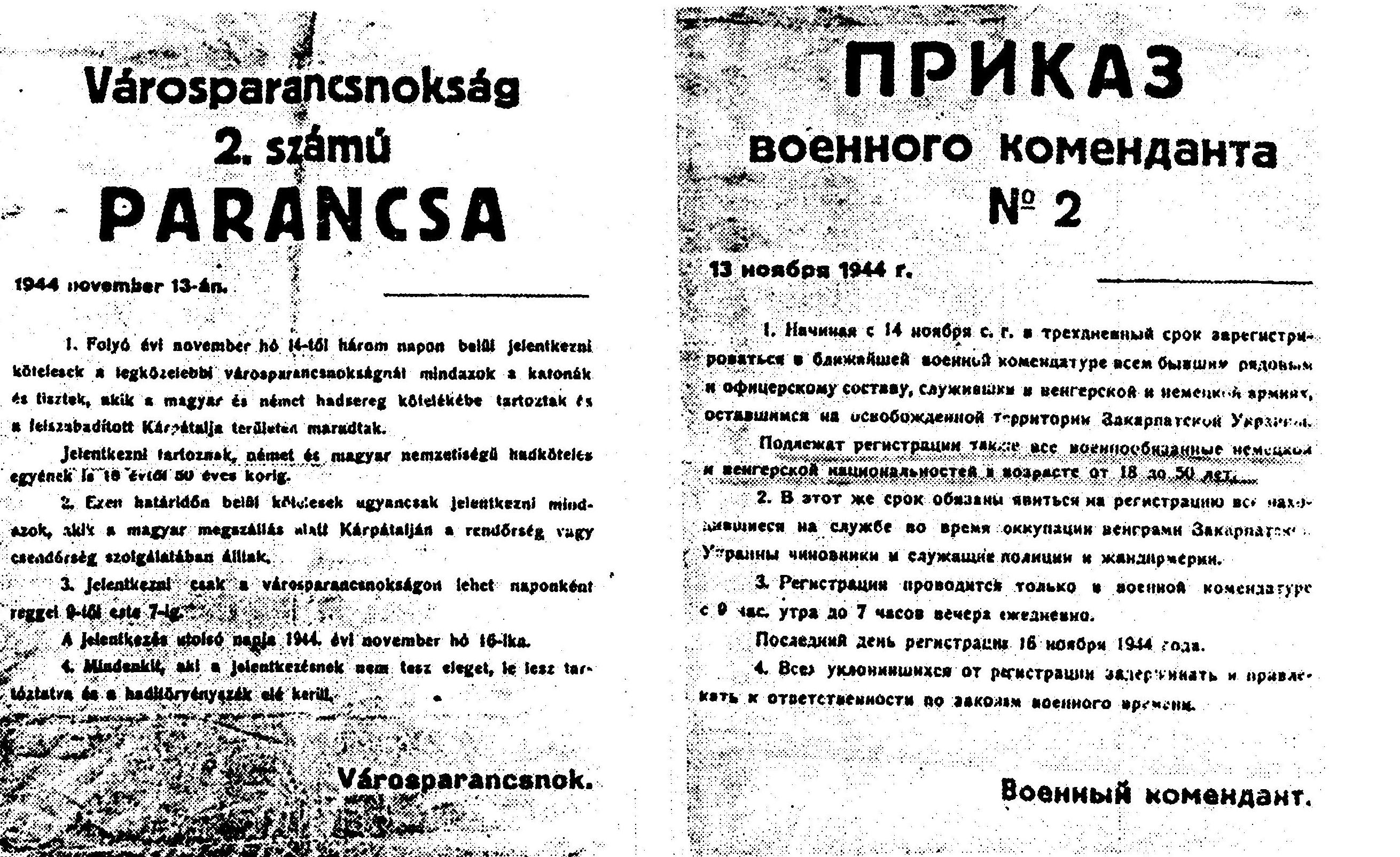
Наказ військового коменданта

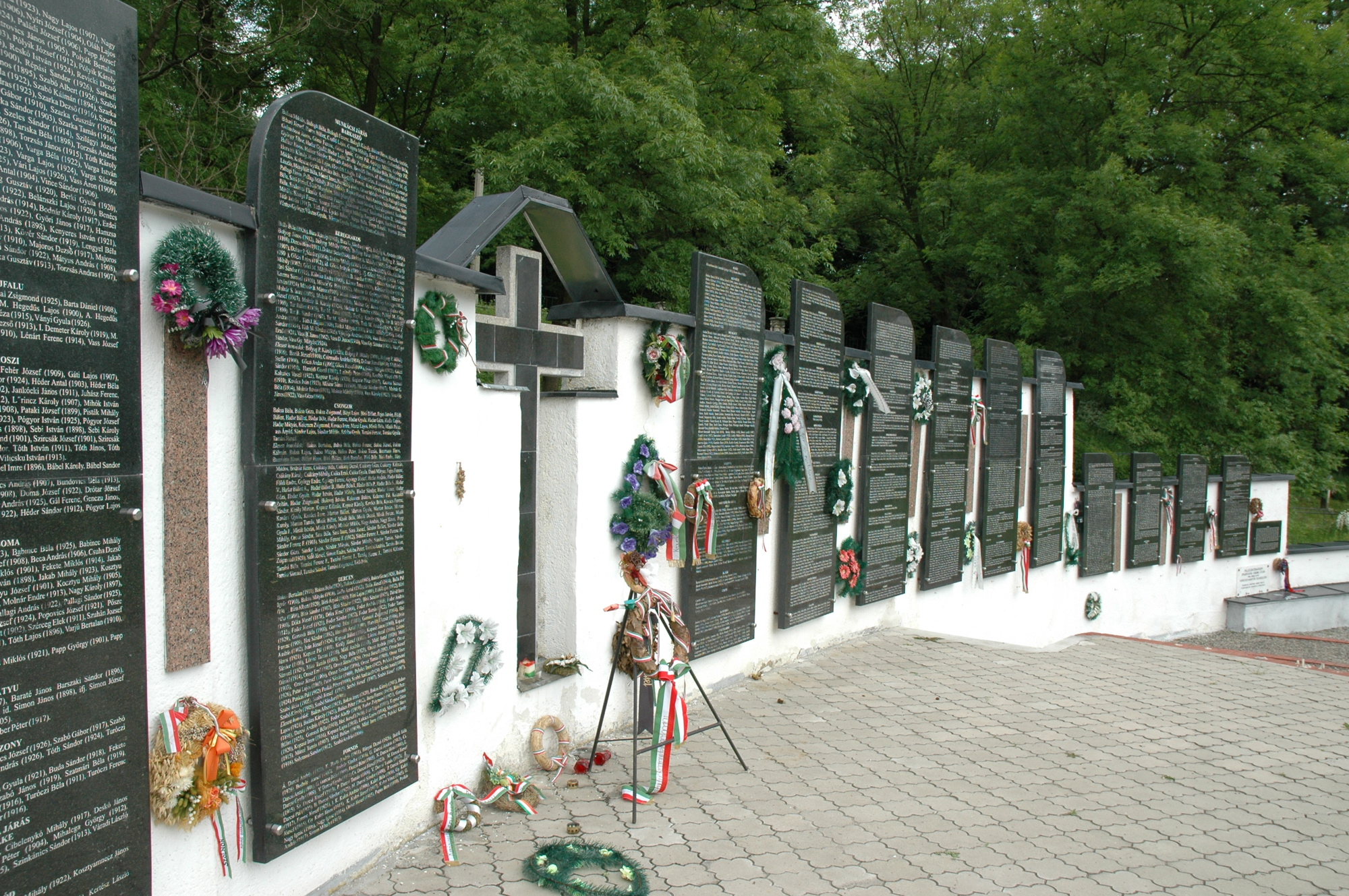
Меморіал в Сваляві

Примусова праця угорців в СРСР або «Маленький робот» — серія заходів радянського Уряду щодо вивезення на роботи на територію СРСР військовополонених та цивільних угорців після закінчення Другої світової війни, які отримали в Угорщині назву «Маленький робот» (угор. «Málenykij robot») — від спотвореного російського рос. «маленькая работа», яким радянські військові пояснювали причину депортації. Складова системи використання примусової праці в СРСР громадян переможених держав.

## Оцінки і дослідження питання
Серед угорських істориків тема перебувала під негласною забороною до 1990 року, коли Угорська соціалістична партія зазнала поразки на виборах.
Заходи по депортації проводились в декілька етапів. Точне число депортованих на примусові роботи невідоме — за оцінками, всього зазнали депортації до 600 тис. людей, з них 200 тис. цивільних. Близько 200 тис. загинули в дорозі та на роботах.
Також зазнали депортації до СРСР угорці з Трансільванії, які проживали на території, що відійшла до Румунії після того, як румунська влада звинуватила багатьох угорців в організації «партизанського руху» і передали їх в руки радянської адміністрації. Їх число невідоме.
Також на початку 1945 року в ході «дегерманізації» Угорщини громадяни, які мали німецькі імена, були передані радянській владі відповідно до Постанови № 7161 Державного комітету оборони СРСР. Їх число невідоме.

## Депортація на роботи та місця робіт

### Перша хвиля депортації
Перша хвиля депортації була проведена наприкінці 1944 у Будапешті. Для цього, як вважається, маршал Родіон Малиновський навмисно завищив в своїх доповідях кількість військовополонених, узятих в ході битви за Будапешт, і включив в їх число близько 100 тис. цивільних осіб з Будапешта і північного заходу Угорщини, через який пролягав шлях наступу Радянської армії.

### Друга хвиля депортації
Друга, більш організована хвиля депортації відбулась в січні 1945 року і охопила всю Угорщину. В цей період були депортовані угорські військовополонені та, згідно з Постановою ДКО СРСР № 7161, етнічні німці. Для етнічних німців були встановлені квоти депортації для кожного регіону і якщо реальне число німців виявлялося менше, квоту заповнювали етнічними угорцями.
Військовополонені і цивільні особи надходили в розпорядження Головного управління у справах військовополонених та інтернованих НКВС, яке мало власну систему таборів, аналогічну ГУЛАГу.
Депортованих перевозили у вантажних вагонах в транзитні табори в Румунії та Західної України. Ті, що вижили, повідомляють про високу смертність під час перевезення та в таборах, у тому числі через нестачу харчування. З транзитних таборів угорці були розподілені у приблизно 2000 таборів, серед яких: 44 табори в Азербайджані, 158 в окупованих Балтійських державах, 131 в Білорусі, 119 на півночі РРФСР, 53 в околицях Ленінграда, 627 в Центральній Росії, 276 на Уралі і 64 в Сибіру.

### Третя хвиля депортації
Третя хвиля депортованих була сформована за рахунок засуджених радянськими трибуналами за «антирадянську діяльність». До складу депортованих входили: колишні військовослужбовці, що служили в окупаційних силах на території СРСР; члени напіввійськової організації підлітків «Левенте», що служили під кінець війни в допоміжних частинах; високопосадовці і політики правої орієнтації.
Депортованих з цієї хвилі відправляли переважно у табори ГУЛАГу. Загальна кількість депортованих в рамках даної групи оцінюється в 10 тис. осіб. У ході десталінізації частина вироків були скасовані і близько 3500 колишніх засуджених повернулися додому.

## Повернення
На початку 1946 року Уряд Ференца Надя почав переговори про повернення угорців на батьківщину і у червні-листопаді 1946 року частина депортованих змогла повернутися на батьківщину, після чого повернення було призупинене до травня 1947 року. Остання хвиля депортованих, числом близько 3000 чоловік, повернулася тільки після смерті Сталіна в 1953—1955 роках.
Угорські історики оцінюють число тих, що повернулися, у 330—380 тисяч осіб, число загиблих — в 200 тисяч.